# Edward Henry Palmer
Edward Henry Palmer (Green Street, Cambridge; 7 de agosto de 1840-Ras Sidr, Egipto; 10 de agosto de 1882), fue un orientalista y explorador inglés. Hijo de un maestro de escuela privada. Quedó huérfano a una edad temprana y fue criado por una tía. Fue educado en la Escuela Perse, y como escolar mostró la característica inclinación de su mente a aprender la cultura y el idioma romaní. Desde la escuela fue enviado como empleado a la ciudad de Londres . Esta vida no era del agrado de Palmer, quien la varió aprendiendo francés e italiano, principalmente frecuentando la sociedad de los extranjeros dondequiera que la encontrara.

## Muerte
A principios de 1882, el gobierno le pidió a Palmer que fuera al Este y ayudará a la expedición egipcia con su influencia sobre los árabes del desierto de El-Tih. Al parecer, recibió instrucciones de evitar que los jeques árabes se unieran a los rebeldes egipcios y de asegurar su no interferencia con el Canal de Suez. Fue a Gaza sin escolta; se abrió paso a salvo a través del desierto hasta Suez, una hazaña de singular audacia; y tuvo mucho éxito en sus negociaciones con los beduinos. Fue nombrado intérprete en jefe de la fuerza en Egipto, y desde Suez fue enviado nuevamente al desierto con el capitán William Gill y el teniente de bandera Harold Charrington para conseguir camellos y ganar la lealtad de los jeques con considerables obsequios de dinero. En este viaje, él y sus compañeros cayeron en una emboscada y fueron asesinados en agosto de 1882. Sus restos, recuperados después de la guerra por los esfuerzos del coronel Charles Warren, ahora se encuentran en la Catedral de San Pablo de Londres.